# Bastunäs
Denna artikel handlar om byn Bastunäs. För telefonstationen Bastunäs, se Bastuträsk, Bjurholms kommun.
Bastunäs är en mindre by som ligger på ett näs i sjön Byssträsket i Lycksele kommun, i landskapet Lappland, Västerbottens län, belägen runt 35 kilometer syd öst om Lycksele.
Namnet Bastunäs kommer ifrån att boende från Granö och Tegsnäset hade byggt en fiskarbastu längst ut på näset. Den användes under bl.a. vårfisket som sovplats och rökbastu. Dessa hade laglig rätt att fiska i Byssträsket och kringliggande sjösystem. Enligt folksägen var ”Örträskfinnarna” ofta och tjuvfiskade i Byssträsket, vilket ibland ledde till osämja när ”Granölapparna” upptäckte detta. Lämningar av fiskarbastun fanns in på 1900-talet. Eftersom kustbönderna sedan det tidiga 1500-talet fiskat i dessa trakter är det troligt att det har funnits en tidigare bastu på denna plats. 
År 1814 anlade Nathanael Nathanaelsson från Granö ett nybygge stax ovanför den gamla fiskarbastun. Nathanael hade samma år gift sig med en av döttrarna till nybyggaren Johan Pehrsson i Byssträsk. Efter syn och besiktning 1829 av nybygget, bedömdes uppförandet av hus, uppodlad mark och tillgången till jakt och fiske som mycket god. 